# Hartwig Stange

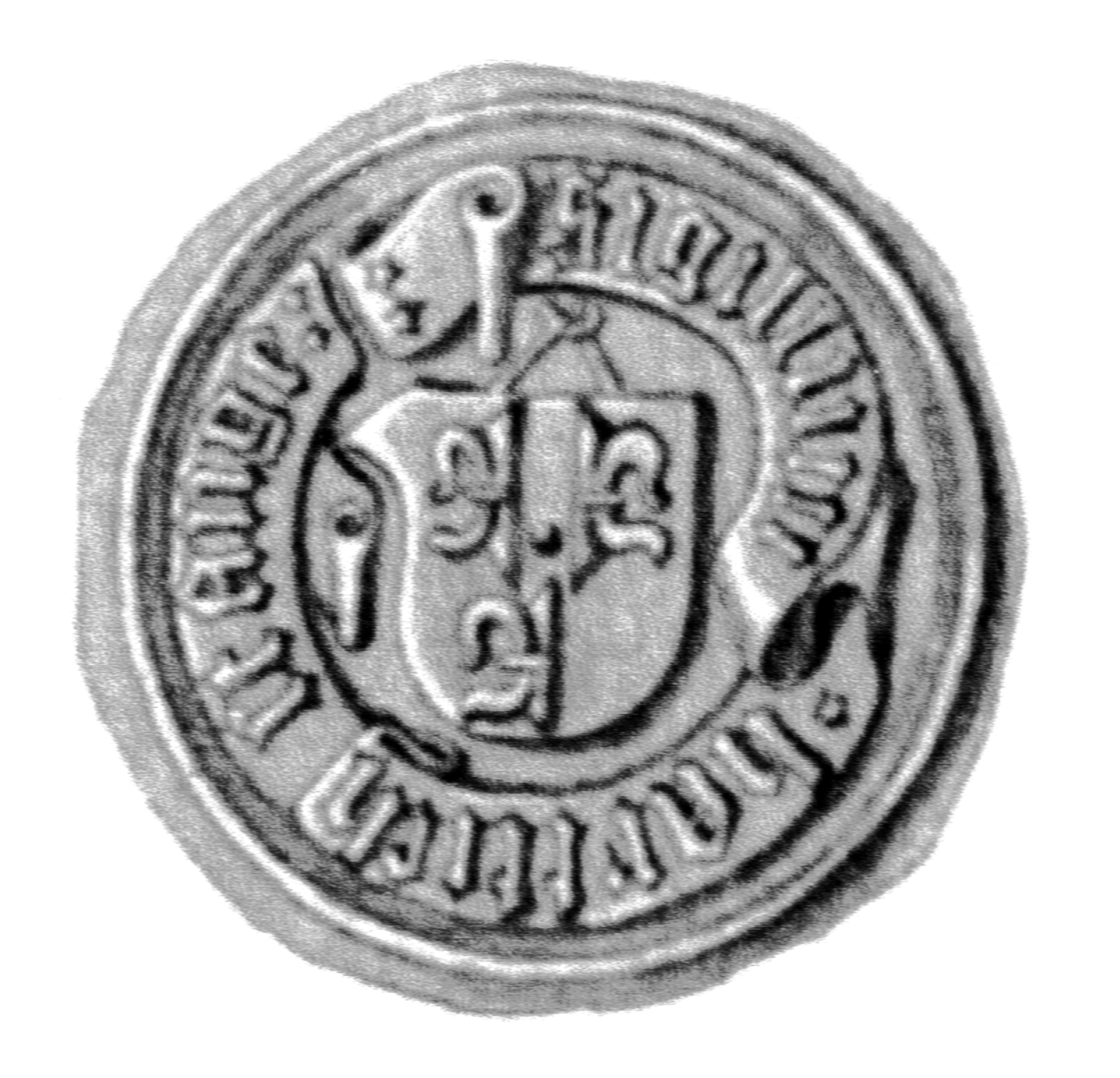
Siegel des Hartwig Stange um 1493

Hartwig Stange (* in Lübeck; † 1514 ebenda) war Ratsherr der Hansestadt Lübeck.
Hartwig Stange war Sohn des gleichnamigen Lübecker Bürgers. Er wurde 1509 in den Lübecker Rat erwählt. 1509 wurde er Mitglied der patrizischen Zirkelgesellschaft in Lübeck. Er war mit Anna Lange, einer Tochter des Lübecker Ratsherrn Jasper Lange verheiratet und bewohnte das Große Petersgrube 25 in Lübeck. Seine Tochter Wobbeke heiratete den Ratsherrn Gerhard von Lenten.